# Rejon Qobustan
Rejon Qobustan (azer. Qobustan rayonu; także Kobustan lub Kobystan) – rejon we wschodnim Azerbejdżanie.